# SEH Engineering

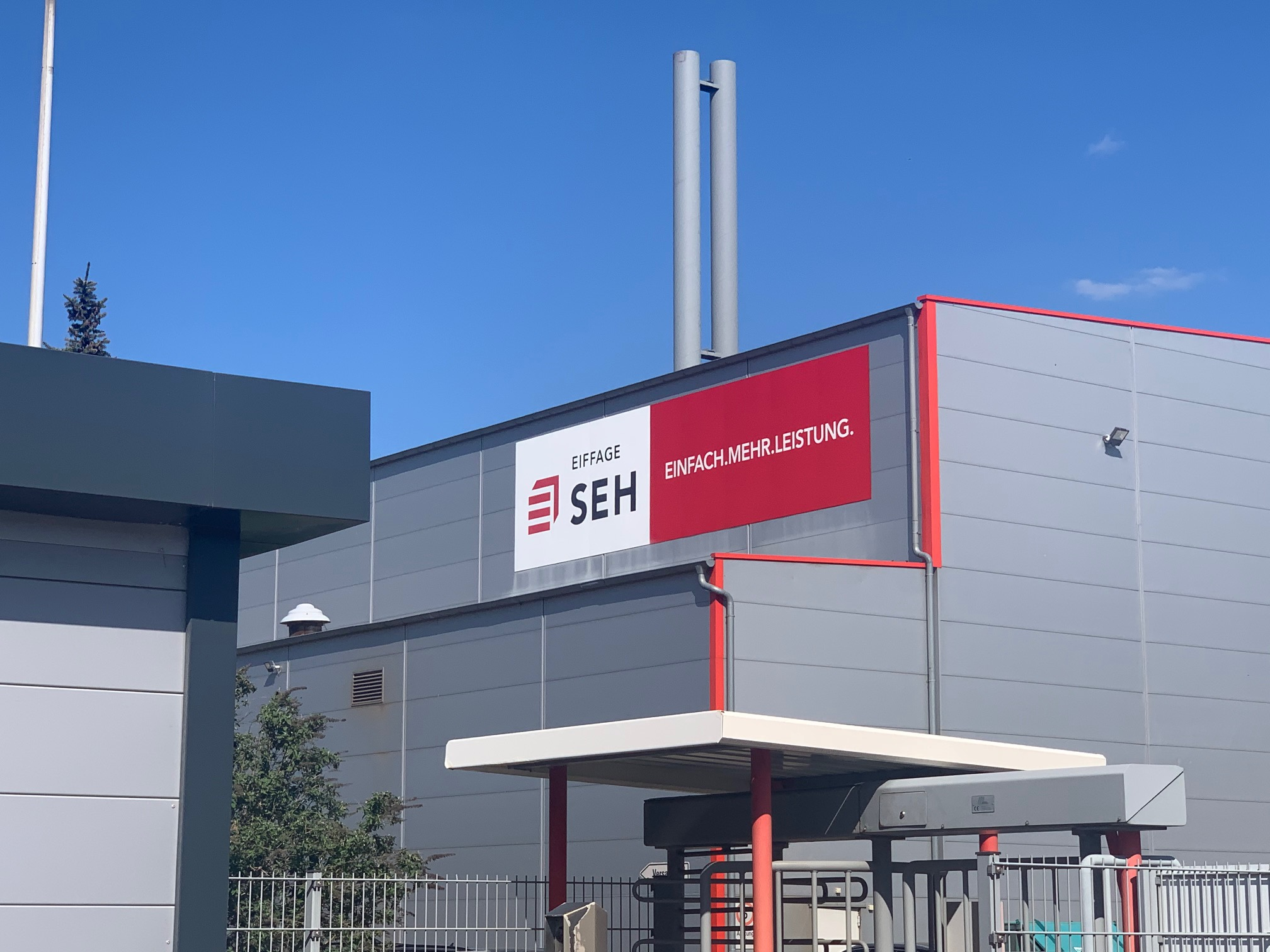
Firmeneingang

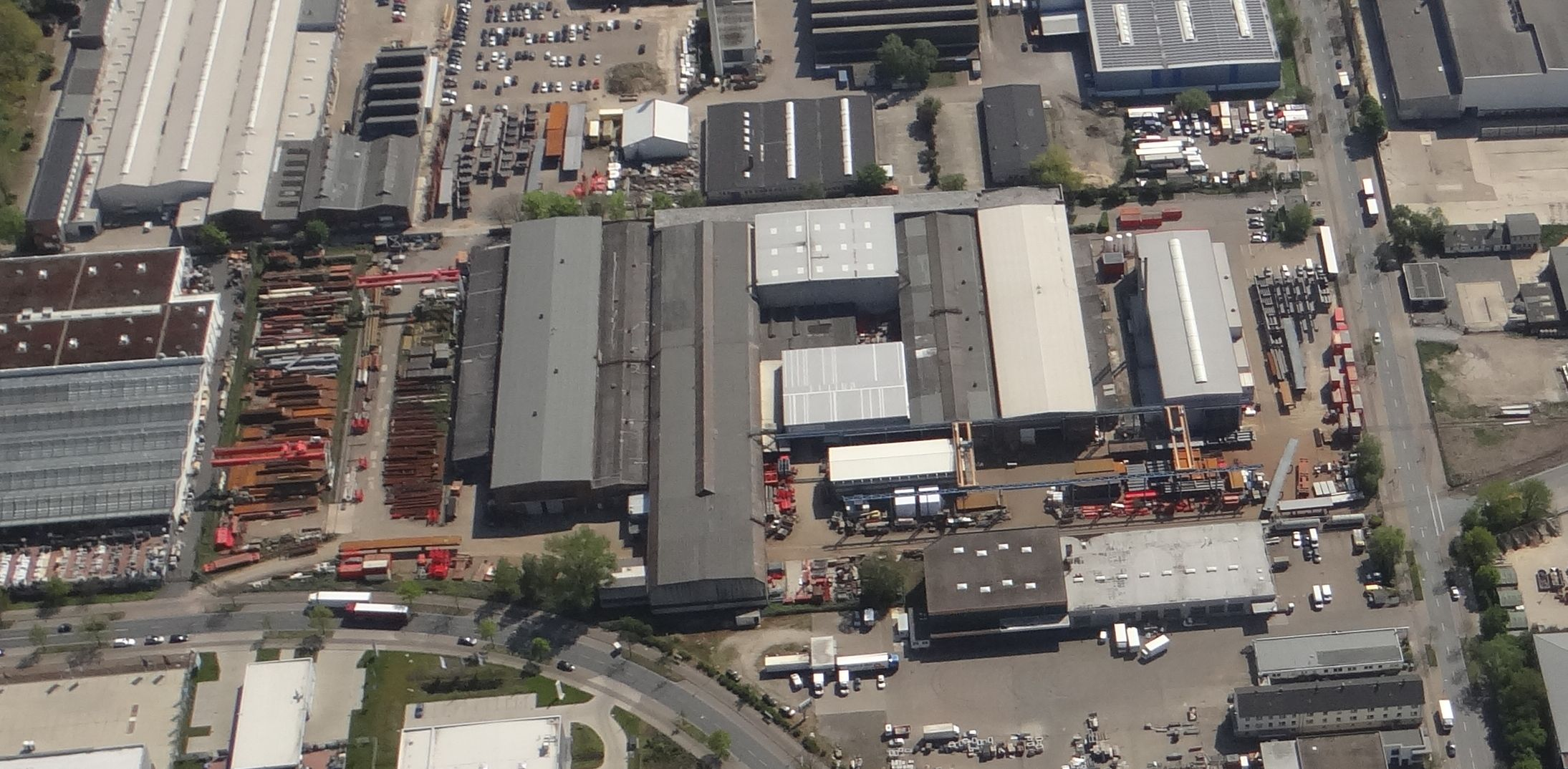
Luftbild des Werksgeländes in Hannover (2016)

Die SEH Engineering GmbH ist ein auf Stahlbau spezialisiertes Unternehmen mit Sitz in Hannover. Das Unternehmen ist ein Tochterunternehmen der Eiffage Métal SAS in Frankreich. Eiffage Métal SAS gehört zur Eiffage-Gruppe, einem der größten Baukonzerne Europas. An den Standorten in Hannover, Dortmund, Ostrhauderfehn, Elbe-Parey und Fürth werden Projekte aus den Bereichen Stahlbau, Sonderkonstruktion, Brückenbau, Reconstruction, Fördertechnik, Future Tec und Sandwich Plate System (SPS) realisiert.

## Geschichte
Das Unternehmen ging aus der 1808 gegründeten Eisenhandlung Franz Juncken in der Innenstadt von Hannover hervor. 1860 trat Georg von Cölln (1837–1908) in den Betrieb ein, den er ab 1877 unter dem Namen Georg von Cölln Eisenwarenhandlung führte.
Ab 1880 stieg das Unternehmen von einer lokalen Eisenwarenhandlung zu einem international tätigen Unternehmen auf, das komplette Anlagen als Projektarbeit ausführte. Es wurden große Stahlkonstruktionen aller Art sowie Feldbahnen gebaut.
1912 beteiligte sich die Friedrich Krupp AG, die das Unternehmen 1926 übernahm und unter dem alten Namen bis 1965 weiter führte. Danach lautete der Firmenname Friedrich Krupp Eisenhandel. Nach Ende des Zweiten Weltkrieges im Jahr 1945 sollte im Rahmen der Reparationen das Werk Hannover geschlossen werden. Mit Einsatz des Betriebsrates wurden die Arbeitsplätze jedoch erhalten. Es folgte die Umfirmierung in Krupp Eisenhandel GmbH und der Erwerb des heutigen Grundstücks, Trennung vom Handel und Ausbau der Produktion in Eisenhoch- und Brückenbau.
In den 1950er Jahren erfolgte eine Trennung des Eisenhandels vom Eisenhochbau und Brückenbau. Der Eisenhandel schloss 1977. Der Ausbau in den Bereichen Eisenhochbau und Brückenbau erfolgte in den 1950er Jahren.
In den Jahren des „Wirtschaftswunders“ war das Unternehmen am Aus- und Aufbau zahlreicher Industrieunternehmen, wie Volkswagenwerke, Continental Reifenwerke, Messe Hannover, beteiligt. Nach einer Verselbstständigung als Krupp Stahlbau Hannover GmbH kam eine Zuordnung zur Sparte Krupp Hoesch Industries GmbH zwischen 1998 und 2005. Mit der Fusion von Thyssen und Krupp erfolgte die Zuordnung zur Sparte ThyssenKrupp Technologies und 2002 die Umfirmierung in ThyssenKrupp Stahlbau April 2005. 2006 erfolgte nach dem Erwerb durch die Certina Gruppe eine Rückfirmierung in Krupp Stahlbau Hannover und 2007 zur Umfirmierung in KSH Stahlbau Hannover. Danach erfolgte der Erwerb durch den französischen Eiffage-Konzern, was eine Umbenennung in Eiffel Deutschland Stahltechnologie GmbH nach sich zog.
Im Jahr 2016 wurde der Name auf SEH Engineering GmbH geändert.

## Struktur
Die SEH Engineering GmbH (Stahlbau) gliedert sich neben der Stahlbau Engineering GmbH (Holding) in nachfolgende Tochtergesellschaften
- STS: EDS Steel Solution GmbH (Standort: Hannover) - leichter bis mittelschwerer Stahlbau, Schlosserarbeiten, Profilbearbeitungszentrum
- SRC: SEH Reconstruction GmbH (Standort: Hannover) - Sanierungskompetenzzentrum im Bereich Stahl- und Brückenbau
- SEH Fördersysteme GmbH (Standorte: Hannover & Ostrhauderfehn)[4] - Fördertechnik mit Eigenfertigung der Kernkomponenten
- SPH: Surface Protection GmbH (Standort: Hannover)[5] – Korrosionsschutz, Strahlarbeiten, Beschichtung mittels Airless-verfahren, Oberflächenschutz / Oberflächenversiegelung

## Projekte
Auszug einiger Projekte, welche mit Beteiligung von der SEH oder ihres Vorgängers Eiffel (KSH) realisiert wurden bzw. werden:

### Stahlbau
- Radioteleskop Effelsberg (1972)
- Centre Pompidou Paris (1976)
- Messegelände Hannover, Hallen 8 und 9  (seinerzeit weltgrößte freitragende Messehalle Europas, 1998)
- VW Autostadt Fahrzeugtürme, Wolfsburg (gläserne Hochregallager, 2000)
- Saalebrücke, Beesedau (2000)[6]
- El-Ferdan-Brücke (2001) über den Suezkanal (weltgrößte Drehbrücke, 2001)
- Veltins-Arena Gelsenkirchen (Dachkonstruktion, 2001)
- Auswandererhaus Bremerhaven (Bewegte Bordwand, 2005)
- AWD-Arena Hannover (Dachkonstruktion, 2004) - Ingenieurbaupreis 2006
- Hauptbahnhof Kiel (Dachkonstruktion, 2006)
- Messehallen, Stuttgart (Errichtung 7 Messehallen, 2007)[7][8]
- Moses-Mabhida-Stadion, Durban/Südafrika (Spannungsbogen, 2008)
- Klimahaus Bremerhaven (Dach und Fassade als Stahlkonstruktion, 2008)- Europäischer Stahlbaupreis 2009
- Gondwanaland (Dachkonstruktion Riesentropenhalle, 2010)
- Mercedes-Benz Arena, Stuttgart (Erweiterung des Membrandaches, 2011)[9]
- Hauptbahnhof Hamburg (Sanierung Bahnhofshallen, 2011) – Ulrich Finster Ingenieurbaupreis
- Hauptbahnhof Wiesbaden (Erneuerung Hallendach, 2013)
- S-Bahn-Station Elbbrücken (Galeriedach, 2017 mit Folgeauftrag 2019) – Stahlinnovationspreis 2018 (Fertigungsverfahren)
- Ariane 6 Weltraumbahnhof in Kourou, Südamerika (Beteiligung am Bau Infrastruktur: Portique Mobile 2017, Montagehalle BL 2019)[10]

### Brücken
- Saalebrücke, Beesedau (2000)[11]
- Svinesund-Brücke Norwegen/Schweden (2005)[12]
- Oberhafenbrücke Ersatz einer Bahn- und Straßenbrücke in Hamburg (2006–2007)
- Gablenzbrücke, Kiel (2009)
- Kennedybrücke Bonn (2010) – Ingenieurbau-Preis 2010, Musterlösung für Sanierung, Verstärkung und Verbreiterung[13]
- Störbrücken, Itzehoe (2010 und 2015)[14][15]
- Botlekbrug, Rotterdam/Niederlande (Hubbrücke für Autobahn, Bahn- und Lokalverkehr, 2014)[16] – Special Engineering Award 2016
- Kienlesbergbrücke Ulm (2018) – Ulrich Finster Ingenieurbaupreis 2019 & Auszeichnung 20. Brückenbau Symposium
- Hochmoselbrücke (zweitgrößte Brücke Deutschlands, seinerzeit größtes Brückenbauprojekt Europas, 2019) – Auszeichnung 20. Symposium Brückenbau[17]
- Kattwykbrücke (neue Eisenbahnbrücke nördlich der älteren) in Hamburg (2020)[18]
- Rheinbrücke Leverkusen (Schrägseilbrücke) 1. Bauwerk (Anfang 2024)
- Rheinbrücke Leverkusen 2. Bauwerk (geplante Fertigstellung 2027)

### Sonderkonstruktionen/Systembrücken
- El-Ferdan-Brücke, Suezkanal/Ägypten (weltgrößte Drehbrücke, 2001)
- Transrapid, Shanghai/China (Weichen, 2003)
- Echelsbacher Behelfsbrücke (2017)
- Umbau Pont Grand Duchesse Charlotte Luxemburg (2018)
- Einsatzbeispiele Behelfsbrücken

### Reconstruction
- Mahatma-Gandhi-Brücke, Hamburg (2015)
- Zillertalbrücke (2015)
- Saarbrücke Mettlach (Sanierung und Instandsetzung 2016)[19] - Ulrich Finster Ingenieurbaupreis 2015
- Mülheimer Brücke, Köln (Gesamtinstandsetzung, laufendes Projekt)